# Rijkeluishofje

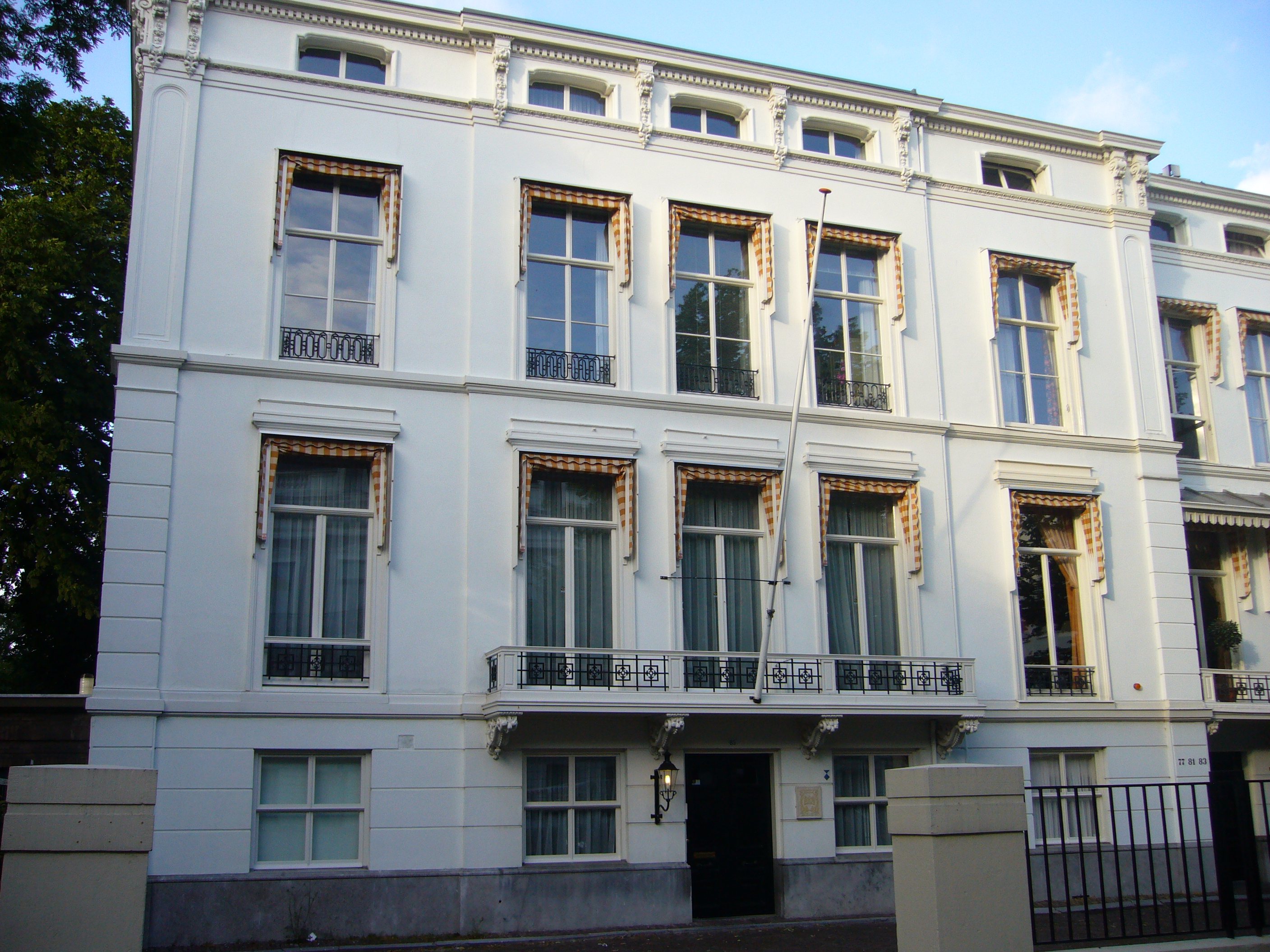
Laatste huis van het rijtje

Het Rijkeluishofje aan de Zeestraat in Den Haag bestaat uit enkele huizen.
De huizen werden gebouwd door Johannes Jacobus Delia en zijn zwager Cornelis Krulder, die samen veel huizen in het Willemspark bouwden. Zij braken in 1852 de badinrichting aan de overkant van de Zeestraat af en bouwden er huizen. Ook braken zij in 1857 de molen op de hoek van de Sophialaan af en bouwden daar het huidige Ambassador Hotel. Naast
het hotel bouwden zij vervolgens het Rijkeluishofje. In die tijd liep tussen die huizen en de Zeestraat nog de Haagse Beek vandaar dat de huizen wat naar achteren liggen. Nu hebben de bewoners er parkeerplaatsen.
Zie ook de lijst van hofjes in Den Haag.